# وست‌راک
وست‌راک (انگلیسی: WestRock) شرکت بسته‌بندی آمریکایی است، که در سال ۲۰۱۵ تأسیس شد.